# سوكي فو
سوكي فو مسلسل رسوم متحركة ذو بعدين أيرلندي عرض لأول مره في 22 سبتمبر 2007 واستمر عرضه حتى 25 سبتمبر 2008. تمت دبلجة المسلسل للغة العربية.

## الأصوات
- علي سعد - ملك أبو زيد
- رنا الرفاعي - وديمة أحمد (مدرجة باسم رنا ريفاعي)
- ناجي شامل - ملك أبو زيد
- شربل اسكندر - وديمة أحمد (مدرجة باسم شربل إسكندر)
- تمارا صعب - ملك أبو زيد
- شربل أيوب

## طاقم العمل

### نسخة إيمدج برودكشن هاوس
- الترجمة: موريال ضو
- تنفيذ: جيمي قزي (مدرجة باسم جيمي قزّي)، رنا بركات
- إدارة إنتاج: رالين داغر
- تنسيق إنتاج: ماري روز معوض
- غرافيكس: شربل حرب، داني أبو راشد
- ميكساج: عز الدين السعيدي
- إشراف تفني: مارك المر
- إشراف عام: جورج أبو سلبي
- تمت الدبلجة في إستوديوهات: Image Production House

www.iphstudios.com
بيروت - لبنان
- توزيع شركة: (TWT) TRANSWORLD TELEVISION

CORPORATION

### نسخة أسرار التميز للإنتاج والتوزيع الفني
- حقوق الدوبلاج محفوظة: لمؤسسة روابي المجد الدولية
- تنفيذ: أسرار التميز للإنتاج والتوزيع الفني
- الأشراف العام: م. بلال محمد صوالحة

## روابط خارجية
- سوكي فو على موقع IMDb (الإنجليزية)
- سوكي فو على موقع ميتاكريتيك (الإنجليزية)
- سوكي فو على موقع روتن توميتوز (الإنجليزية)
- سوكي فو على موقع ميوزك برينز (الإنجليزية)
- سوكي فو على موقع كينوبويسك (الروسية)
- سوكي فو على موقع ألو سيني (الفرنسية)
- سوكي فو على موقع قاعدة بيانات الفيلم (الإنجليزية)
- Kids' WB! Acquires "Skunk Fu" Flash Animation at AnimationInsider.net
- Cartoon Saloon
- Skunk Fu Blog